# Батрани (Прахова)
Батрани (рум. Bătrâni) насеље је у Румунији у округу Прахова у општини Батрани. Oпштина се налази на надморској висини од 498 m.

## Становништво
Према подацима из 2002. године у насељу је живело 1957 становника, од којих су сви румунске националности.